# Anton Adalbert Hnogek

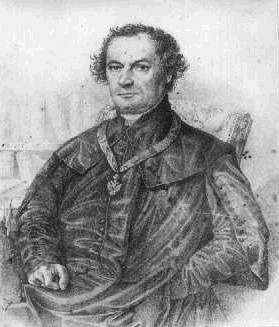
Stich Hnogeks von einem unbekannten Künstler

Anton Adalbert Hnogek (tschechisch Antonín Vojtěch Hnojek; * 4. Dezember 1799 in Brandeis an der Elbe; † 23. März 1866 in Nimburg) war ein böhmischer römisch-katholischer Geistlicher, Theologe und Schriftsteller.

## Leben
Hnogeks frühe Bildung ist nicht überliefert. Er studierte Theologie an der Lehranstalt in Leitmeritz. Dort wurde er am 24. August 1822 zum Priester geweiht. Er ging anschließend als Cooperator in die Seelsorge nach Böhmisch Aicha. 1824 folgte er einem Ruf auf die Professur für Pastoraltheologie an das Theologische Seminar von Leitmeritz. Seine in dieser Zeit herausgegebene Liturgik wurde vom Konsistorium zu Königgratz am 23. Juli 1840 wegen ihrer „Vorzüglichkeit und Brauchbarkeit“ zur Anschaffung für jeden Priester empfohlen. Nach seiner Emeritierung wurde er 1831 Dechant in Melnik und verblieb dort bis 1849.
Hnogek wurde 1849 zum Propst an der Wallfahrtskirche Mariaschein ernannt. Von 1852 bis 1862 war er schließlich Dekan in Libochowitz. Zudem war er kaiserlicher Titularhofkaplan.

## Publikationen (Auswahl)
- Die christlich-katholische Liturgik zunächst zur Ausübung für Pfarrer und Capläne des Weltpriesterstandes in der abendländischen Kirche, mit Berücksichtigung der in den österreichischen Staaten, der Provinz Böhmen und der Leitmeritzer Diözese insbesondere bestehenden Verordnungen. 5 Bände, Prag 1835–1842.
(Digitalisate: Band 2; Band 3)
- Kanárek, Svatojanská muška. Lesní kaple. Povidky pro mládež a přátele její, Pospíšil, Königgrätz 1844.
- Katechismus o svatých obradech církve katolické, Heß, Prag 1846.
- Evangelia na všecky nědele, svatky a několik jiných znamenitějsich dni roku cirkevniho, 2 Bände, Rohliček, Prag 1853.
- Tělo lidské s ohledem na duši lidskou. Všerosumitelné učení o člověku, Rohliček, Prag 1853.